# Occupation allemande de la Belgique pendant la Première Guerre mondiale
Ne doit pas être confondu avec Occupation allemande de la Belgique pendant la Seconde Guerre mondiale.

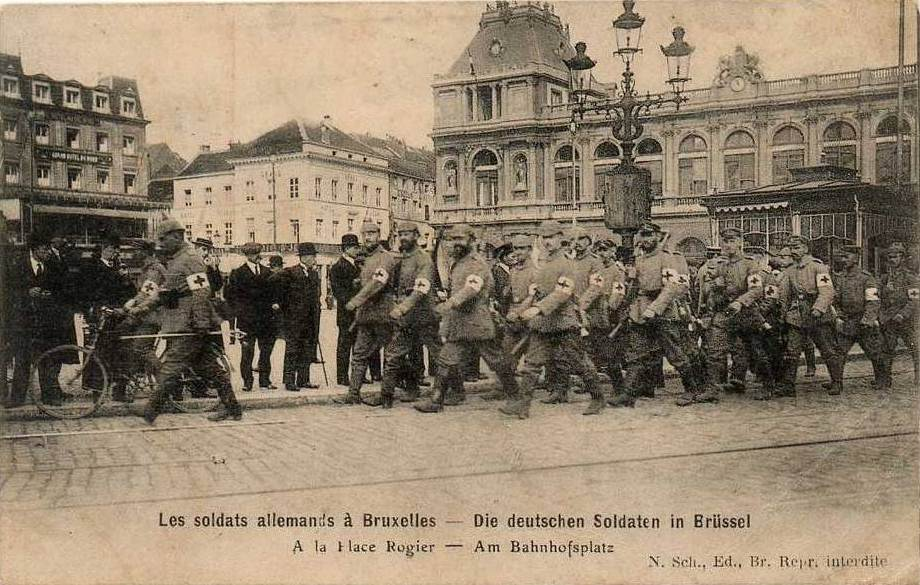
Troupes allemandes marchant devant l'ancienne Gare du Nord, place Rogier à Bruxelles en 1914.

L’occupation allemande de la Belgique durant la Première Guerre mondiale (néerlandais : Duitse bezetting) fait suite à l'invasion de ce pays pourtant neutre par les forces de l'Empire allemand en août 1914. La Belgique fut presque complètement occupée par les troupes allemandes avant l'hiver alors que les forces alliées reculaient vers l'Ouest. Le gouvernement belge dut s'exiler, tandis que Albert Ier et l'armée belge continuèrent le combat sur l'Yser, une section du Front de l'Ouest.
Sous le contrôle de l’armée allemande, la Belgique fut divisée en trois zones administratives distinctes. La majeure partie du pays fut placée sous le contrôle du Gouvernement général une administration d'occupation dirigée par un général allemand, tandis que les deux autres zones, plus proches de la ligne de front, étaient sous le coup d'une administration militaire directe et répressive. Durant l’occupation, l'économie belge s'est effondrée avec des pénuries et peu d'emploi, mais aussi un retour du religieux. Les organisations de soutien, qui fonctionnaient grâce à de l'aide étrangère pour approvisionner en nourriture et en vêtements les civils belges, furent empêchées d'importer certains produits[évasif] à cause du blocus naval mené par les Alliés mais aussi par les combats, et devinrent des éléments importants de la vie sociale et culturelle du pays.
L'administration d'occupation  réprimait les dissidents politiques et mit en place un ensemble de mesures impopulaires, dont la déportation des travailleurs belges en Allemagne et le travail forcé dans des projets militaires. Elle soutint également le mouvement flamand en faisant de nombreuses concessions dans le cadre de la Flamenpolitik afin de gagner le soutien de la population flamande du pays. En conséquence, de nombreux mouvements de résistance furent fondés afin de saboter l'infrastructure militaire, recueillir des renseignements pour les Alliés et imprimer des journaux en cachette.
À partir d'août 1918, les Alliés avancèrent en Belgique occupée durant l'Offensive des Cent-Jours, en libérant certaines zones. Cependant, pour la majeure partie du pays, l'occupation prit fin seulement grâce à l'armistice de novembre 1918 alors que les troupes belges avançaient dans le pays afin de remplacer les troupes allemandes qui évacuaient.

## Contexte

### Invasion

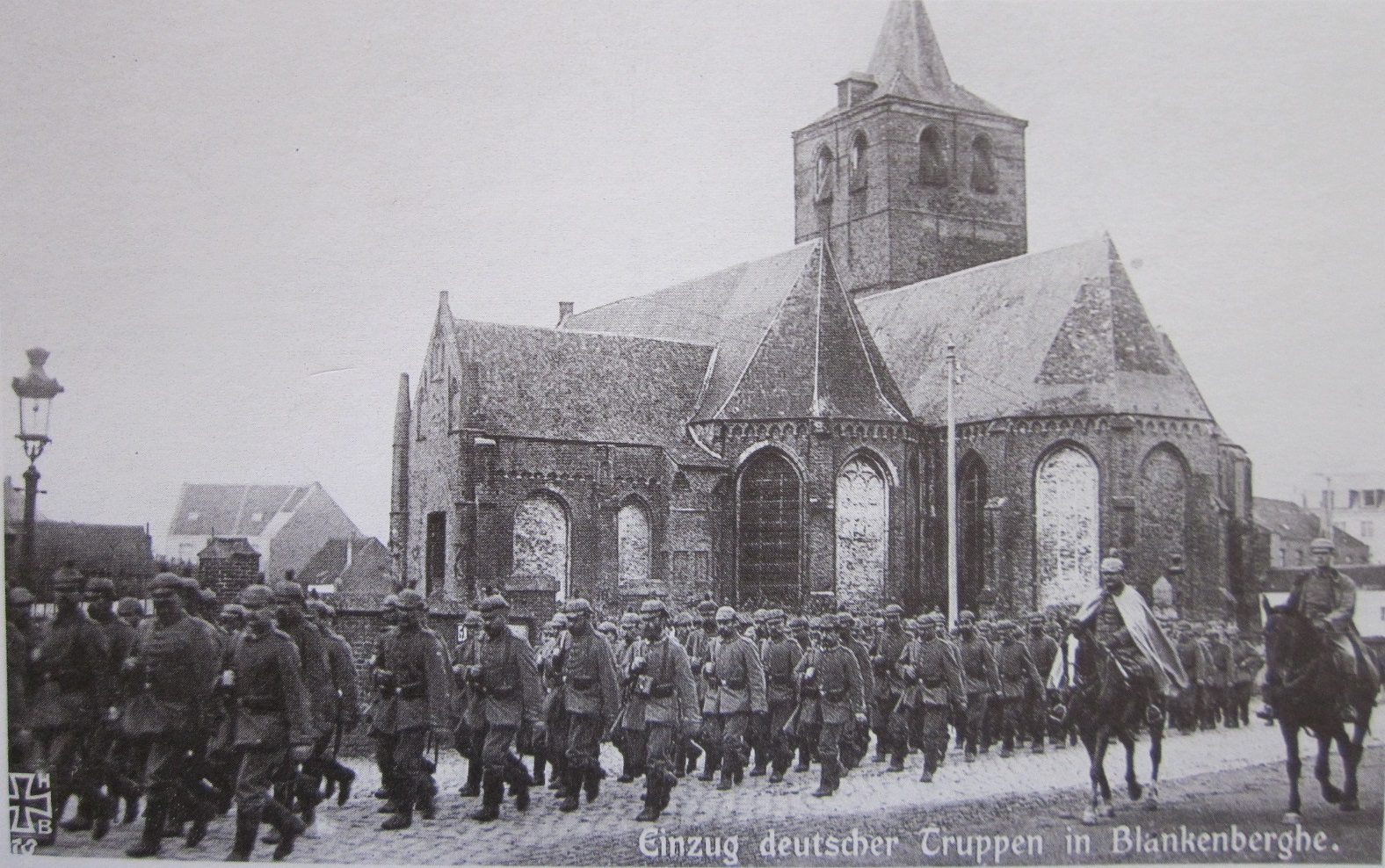
Troupes allemandes traversant Blankenberge en 1914.

Après son indépendance en 1830, la Belgique a été obligée d'adopter une politique de neutralité par le traité des XXIV articles afin de garantir son indépendance. Avant la guerre, la Belgique était une monarchie constitutionnelle et l'un des pays les plus industrialisés du monde. Le 4 août 1914, l'armée allemande envahit la Belgique quelques jours après avoir envoyé un ultimatum au gouvernement belge demandant de laisser passer les troupes allemandes par ses frontières. L'armée allemande avança rapidement en Belgique, assiégeant et capturant les villes fortifiées de Liège, de Namur et d'Anvers et repoussant l'armée belge, forte de 200 000 hommes, soutenus par les alliés anglais et français, à l'ouest. Un grand nombre de réfugiés fuit vers les pays voisins. En octobre 1914, l'avancée allemande fut arrêtée à la frontière française par les forces belges à  l'Yser et par une force conjointe anglo-française sur la Marne. En conséquence, le front s'est stabilisé alors que la majeure partie de la Belgique était sous contrôle allemand. En l'absence d'offensive décisive, cette partie de la Belgique est restée sous contrôle allemand jusqu'à la fin de la guerre.
Alors que la Belgique était occupée, Albert Ier conserva le commandement de l'armée belge le long d'une section du Front de l'Ouest, appelée Front de l'Yser, depuis ses quartiers généraux en Flandre occidentale, basés à Furnes. Le gouvernement belge, mené par Charles de Broqueville, s'établit au Havre dans le nord de la France. La colonie belge en Afrique, le Congo belge, resta loyale aux Alliés et au gouvernement du Havre.

### Viol de la Belgique
Durant l'avancée des troupes en Belgique, les Allemands commirent un certain nombre de crimes de guerre contre la population civile belge. Ces massacres étaient souvent commis en réponses aux villes dont les populations étaient accusées de combattre comme francs tireurs  ou guérillas contre l'armée allemande. Les civils étaient exécutés sommairement et plusieurs villes furent délibérément détruites dans une série d'actions punitives appelées collectivement le Viol de la Belgique. Près de 6 500 personnes furent tuées par l'armée allemande entre août et novembre 1914. Plus de 10% des civils tués par l'armée allemande le furent à Dinant lors de la mise à sac de la ville. La nouvelle des atrocités, également relayée par la presse alliée, créa une forte sympathie pour la population civile belge des territoires occupés, laquelle continua jusqu'à la fin de la guerre

## Administration

### Fonctionnement

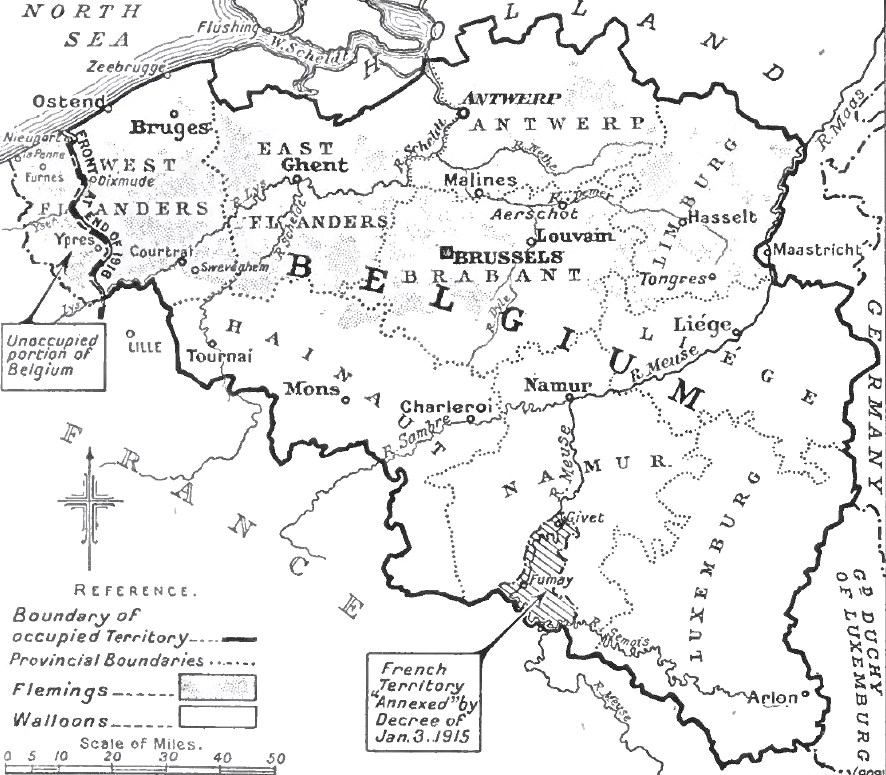
Carte de la Belgique occupée.

À la fin de l'invasion, la grande majorité du territoire belge (2 598 communes sur 2 636) étaient occupées par l'Allemagne. À  partir de novembre 1914, la Belgique occupée, ainsi que les zones frontalières françaises occupées de Givet et Fumay, furent divisées par les Allemands en trois zones. La première, l’Operationsgebied (zone opérationnelle), couvrait un petit territoire le long de la ligne de front à l'extrême ouest de la Belgique. Près de cette zone se trouvait l’Etappengebied (zone d'étape), couvrant les Flandre Occidentale et Orientale ainsi qu'une partie des provinces de Hainaut et de Luxembourg. Le reste du pays était sous administration du Generalgouvernement, qui couvrait la majeure partie du pays et les territoires français. Contrairement aux zones opérationnelle et d'étape, le Gouvernement central avait pour objectif d'être une administration complète et donc était, de manière marquée, moins répressives que les deux autres zones administrées directement comme zone militaire. Les civils des zones opérationnelle et d'étape étaient officiellement catégorisés comme « prisonniers » par l'armée allemande.
Le Gouvernement général fut placé sous le contrôle d'un général allemand responsable devant l'armée. Après un bref mandat par Colmar von der Goltz en 1914, le commandement fut pris par Moritz von Bissing et par la suite, en avril 1917, par Ludwig von Falkenhausen. Les autorités allemandes essayaient de profiter de l'occupation pour améliorer l'économie allemande et la production industrielle mais espéraient maintenir le fonctionnement économique et étatique de la Belgique si cela n'empêchait pas leurs objectifs premiers.
Administrativement, l'administration allemande avait une Zivilverwaltung (administration civile) chargée de traiter les affaires quotidiennes et un réseau de Kommandanturen locales dans les villes et villages de Belgique. Elle pouvait aussi lever 80 000 soldats. Dans la plupart des cas, toutefois, l'administration se limitait à utiliser l'administration belge existante et les communes pour la majeure partie des sujets.

### Politiques allemandes

#### Déportation et travail forcé

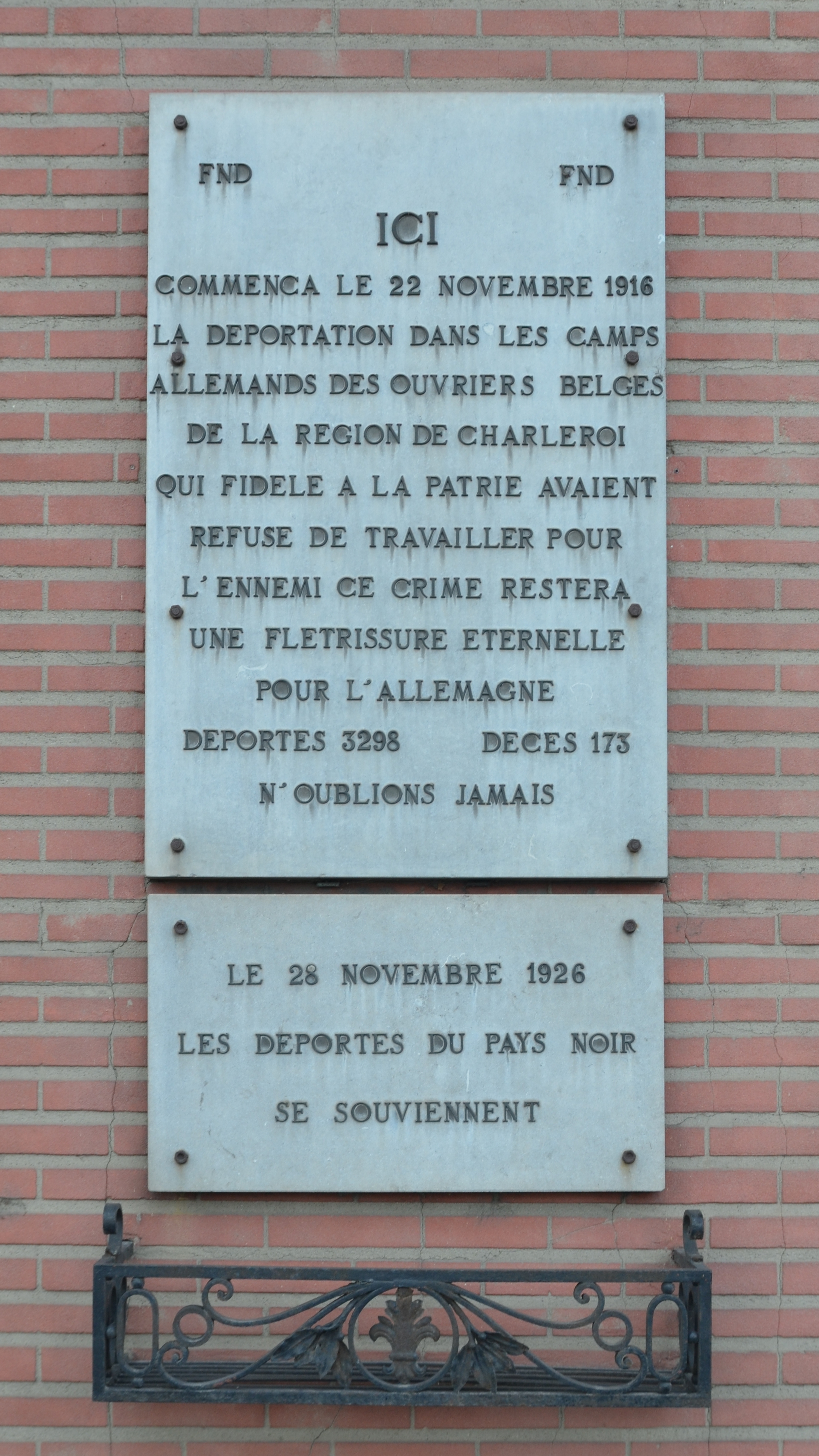
Commémoration de la déportation à Monceau-sur-Sambre (Charleroi).

En 1916, 60 000 belges sont déportés par l'Empire allemand afin de travailler à la place des hommes partis au front. A la fin de la guerre 160 000 se trouvaient en Allemagne.

#### Mouvement flamand etFlamenpolitik
La Flamenpolitik est une politique mise en place par les autorités allemandes qui a pour but d'intégrer la Belgique à la zone d'influence allemande. Cette politique a notamment consisté à développer le néerlandais, 3e  langue germanique, dans la totalité du territoire. Pour cela une première université uniquement néerlandophone a été créée à Gand en 1916 et baptisée selon le nom du gouverneur général occupant: Moritz von Bissing.

### Pénuries et organisations de soutien

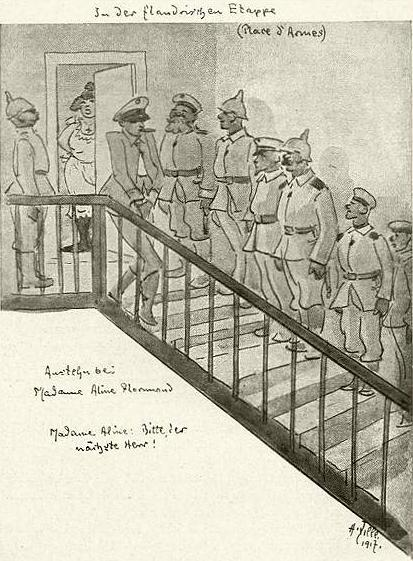
« Au suivant de ces messieurs ! » : bordel d'étape de l'armée allemande en Belgique, dessin de Heinrich Zille (1858-1929).

## Collaboration
La collaboration avec l'occupant était très mal vue. Les rares volontaires s'engageant dans la Deutsches Heer sont publiquement hués.

## Sources
- (en) Cet article est partiellement ou en totalité issu de l’article de Wikipédia en anglais intitulé « German occupation of Belgium during World War I » (voir la liste des auteurs).